# Ibirajuba
Ibirajuba é um município brasileiro do estado de Pernambuco. Administrativamente, é formado pelo distrito sede e pelo povoado do Alto de São Francisco. Ibirajuba possui cachoeiras, além de cavernas com pinturas rupestres.

## Toponímia
Ibirajuba é vocábulo indígena que significa "árvore amarela". Do tupi ybirá: árvore, tronco, madeira; e yuba: amarelo, louro.

## História
O município de Ibirajuba originou-se do povoado de Gameleira, árvore comum na localidade. Pertencia ao município de Altinho. O município de Ibirajuba foi criado pela lei estadual nº 4.943, de 20 de dezembro de 1963 e instalado em 19 de junho de 1964.

## Geografia
Localiza-se a uma latitude 08º34'50" sul e a uma longitude 36º10'46" oeste, estando a uma altitude de 612 metros. Possui uma área de  190,0 km² e sua população, conforme estimativas do IBGE de 2021, era de 7 773 habitantes.   Ouve uma diminuição de 394 habitantes no censo IBGE 2022 totalizando.                    7 140  habitantes,  queda de (5,2%) em relação ao censo IBGE 2010, que registrou 7 534 habitantes .
Possui muitas pedras em seu território, as mais famosas são as duas pedras de Delmiro, um comerciante da região.   Localizada em plena Serra da Mandioca. Ao centro da cidade, existe um açude, que antes de sua escavação, aquela área abrigava a grande e frondosa gameleira, que nomeou a cidade.
ECONOMIA - a economia do município está formada por um tripé, que são;  SERVIÇOS da PREFEITURA  ( a prefeitura é o maior empregador do município, seguido pelo governo do estado.) PEQUENOS COMERCIANTES e AGROPECUÁRIA
. Agricultura -  se produz no município;  milho, feijão,  palma forrageira e mandioca.
Pecuária - criação de bovinos, frangos, suínos, ovinos e cavalos. Tem uma produção de leite e fábrica-se queijos de qualho e de manteiga artesanalmente. e uma significativa quantidade de mel.

## Religião
Possui a Igrejinha de Santa Quitéria, localizada num monte ao lado da cidade, que abriga bonecos de barro, madeira, símbolos religiosos, oratórios e recompensas de promessas.
O padroeiro da cidade é Santo Isidro, o Lavrador, natural da Espanha.
Segundo pesquisas divulgadas recentemente, a população ibirajubense é predominantemente Cristã:
-Cristãos 98%
- Católicos 80%
- Evangélicos 18%

-Outras Religiões 2%

## Lista de prefeitos
| Início do mandato | Fim do mandato | Prefeito                                  | Vice-Prefeito                |
| ----------------- | -------------- | ----------------------------------------- | ---------------------------- |
| 19/06/1964        | 06/1965        | Hermes Bezerra de Oliveira                |                              |
| 06/1965           | 1970           | Miguel Ferreira de Andrade (Miguel Paulo) |                              |
| 1970              | 31/03/1973     | José Izidoro Sobrinho                     |                              |
| 31/03/1973        | 31/03/1977     | Miguel Ferreira de Andrade (Miguel Paulo) | João Dias dos Santos         |
| 31/03/1977        | 31/03/1983     | Manoel Pedro da Silva (Manoel Menino)     | Fernando Henrique de Azevedo |
| 31/03/1983        | 01/01/1989     | Pedro Evangelista de Arandas              | Miguel Inácio Sobral         |
| 01/01/1989        | 01/01/1993     | Celso Onofre de Amorim                    | José de Couto Sobrinho       |
| 01/01/1993        | 01/01/1997     | Pedro Evangelista de Arandas              | Antônio Ramos Neto           |
| 01/01/1997        | 01/01/2001     | José Albertino Lopes da Gama (Bertinho)   |                              |
| 01/01/2001        | 01/01/2005     | Pedro Evangelista de Arandas              |                              |
| 01/01/2005        | 01/01/2009     | Pedro Evangelista de Arandas              |                              |
| 01/01/2009        | 01/01/2013     | Josenâncio Cavalcante da Silva (Galego)   |                              |
| 01/01/2013        | 01/01/2017     | Sandro Arandas                            | Adnildo da Ambulância        |
| 01/01/2017        | 01/01/2021     | Sandro Arandas                            | Adnildo da Ambulância        |
| 01/01/2021        | 01/01/2025     | Maria Izalta Silva Lopes Gama             | Adálio                       |